# Ariadna isthmica
Ariadna isthmica är en spindelart som beskrevs av Joseph A. Beatty 1970. Ariadna isthmica ingår i släktet Ariadna och familjen sexögonspindlar. Inga underarter finns listade i Catalogue of Life.